# Mazinho (football, 1987)
Anderson Soares da Silva, plus connu sous le nom de Mazinho, est un footballeur brésilien né le 16 octobre 1987 à Barbosa Ferraz. Il évolue au poste d'attaquant.

## Biographie
Mazinho joue au Brésil et au Japon.
Il inscrit 10 buts en deuxième division japonaise en 2013, et 14 buts en deuxième division brésilienne en 2017.
Il participe à la Copa Sudamericana avec les clubs de Palmeiras et Santa Cruz.

## Palmarès
- Vainqueur de la Coupe du Brésil en 2012 avec Palmeiras